# Gardna Wielka (gromada)
Gardna Wielka – dawna gromada, czyli najmniejsza jednostka podziału terytorialnego Polskiej Rzeczypospolitej Ludowej w latach 1954–1972.
Gromady, z gromadzkimi radami narodowymi (GRN) jako organami władzy najniższego stopnia na wsi, funkcjonowały od reformy reorganizującej administrację wiejską przeprowadzonej jesienią 1954 do momentu ich zniesienia z dniem 1 stycznia 1973, tym samym wypierając organizację gminną w latach 1954–1972.
Gromadę Gardna Wielka z siedzibą GRN w Gardnie Wielkiej utworzono – jako jedną z 8759 gromad na obszarze Polski – w powiecie słupskim w woj. koszalińskim na mocy uchwały nr 43/54 WRN w Koszalinie z dnia 5 października 1954. W skład jednostki weszły obszary dotychczasowych gromad Gardna Wielka, Gardna Mała, Czysta, Retowo, Bukowa, Stojcino i Wysoka ze zniesionej gminy Gardna Wielka w tymże powiecie. Dla gromady ustalono 11 członków gromadzkiej rady narodowej.
31 grudnia 1959 do gromady Gardna Wielka włączono obszar zniesionej gromady Żelkowo (bez wsi Żaruchowo i Witkowo) w tymże powiecie.
31 grudnia 1971 z gromady Gardna Wielka wyłączono wsie Choćmirówko i Żelkowo, włączając je do gromady Główczyce w tymże powiecie, po czym gromadę Gardna Wielka zniesiono, a jej (pozostały) obszar włączono do gromady Smołdzino tamże.